# Мод, Корнуоллис, 1-й граф де Монтальт
Корнуоллис Мод, 1-й граф де Монтальт (англ. Cornwallis Maude, 1st Earl de Montalt; 4 апреля 1817 — 9 января 1905) — британский консервативный политик. Он был известен как Достопочтенный Корнуоллис Мод с 1817 по 1846 год и как виконт Хаварден с 1856 по 1886 год.

## Биография
Родился 4 апреля 1817 года в Лондоне. Единственный сын Корнуоллиса Мода, 3-го виконта Хавардена (1780—1856), и его жены Джейн (урожденной Брюс) (? — 1852). Он получил образование в Итонском колледже (Виндзор, графство Беркшир) и получил звание капитана во 2-м лейб-гвардейском полку.
12 октября 1856 года после смерти своего отца Корнуоллис Мод унаследовал титулы 4-го виконта Хавардена из Хавардена в графстве Типперэри, 4-го барона де Монтальта из Хавердена в графстве Типперэри и 6-го баронета Мод, но поскольку это было ирландское пэрство, оно не давало ему права на автоматическое место в Палате лордов. Однако в 1862 году он был избран ирландским пэром-представителем в Палате лордов, а затем служил в консервативных администрациях графа Дерби, Бенджамина Дизраэли и лорда Солсбери в качестве лорда в ожидании (правительственного кнута в Палате лордов) в 1866—1868, 1874—1880 и 1885—1886 годах.
9 сентября 1886 года Корнуоллис Мод получил титул графа де Монтальта из Дандрама в графстве Типпэрери (Пэрство Соединённого королевства).
В 1885—1905 годах — лорд-лейтенант графства Типперэри.
Он занимал должность заместителя спикера Палаты лордов в 1882 году, также он занимал посты мирового судьи и заместителя лейтенанта Данбартоншира.

## Семья

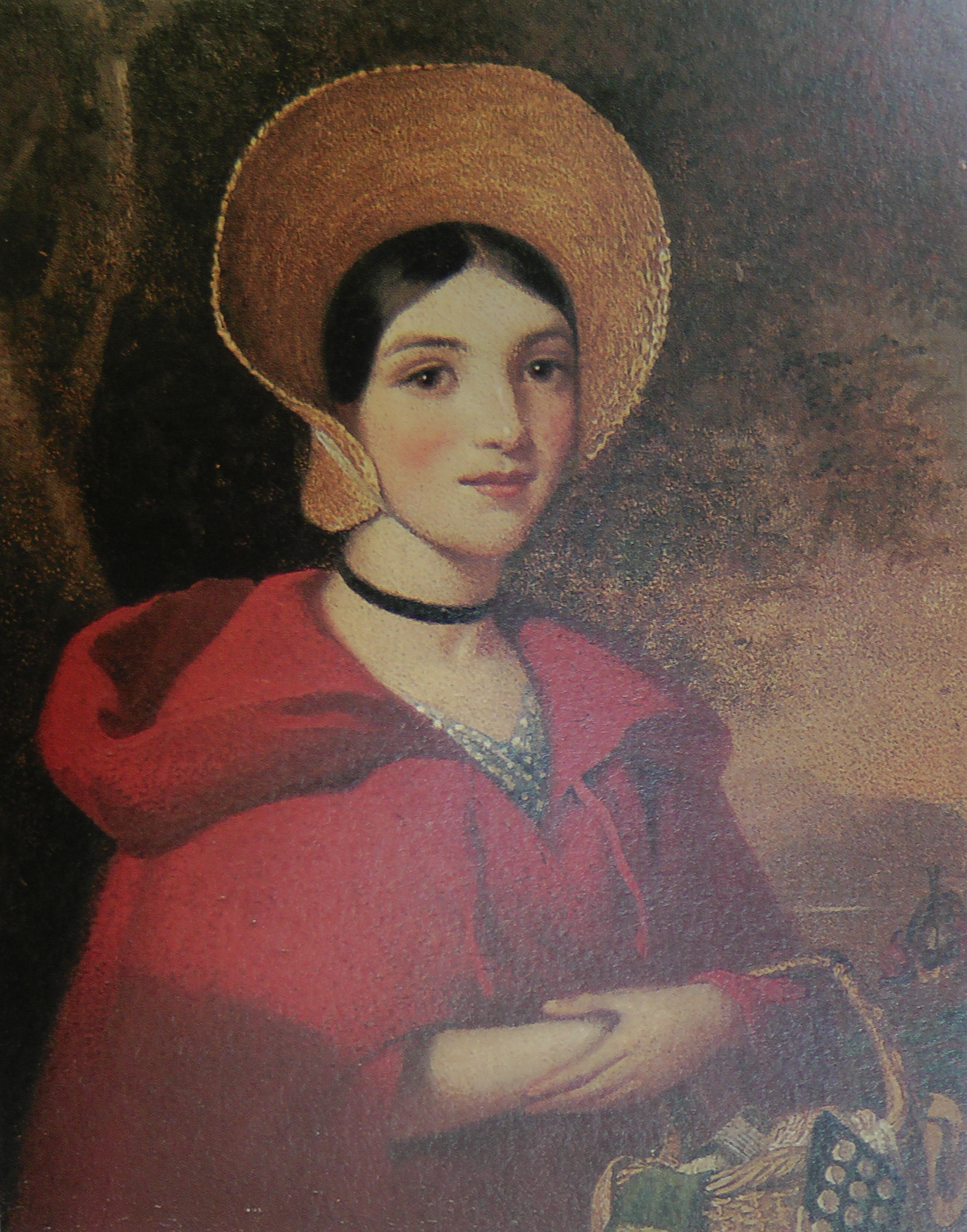
Неизвестный художник. Клементина Эльфинстон Флиминг, около 1838. Частное собрание

24 марта 1845 года Корнуоллис Мод женился на Клементине Флиминг (1 июня 1822 — 19 января 1865), старшей дочери адмирала Чарльза Элфинстоуна Флиминга и доньи Каталины Паулины Алесандро де Хименес. У супругов было десять детей, из которых восемь пережили младенчество:
- Леди Леуча Диана Мод (? — 23 августа 1917), в 1883 году она вышла замуж за сэра томаса Кортни Тейдона Уорнера, 1-го баронета, от брака с которым у неё было пятеро детей.
- Леди Кэтлин Мод (? — 25 января 1939)[1], в 1875 году она вышла замуж за Джеральда Ричарда Брука, с которым развелась из-за супружеской неверности в 1886 году. В 1886 году она вторично вышла замуж за Сеймура Когхилла Хорта Буша.
- Леди Изабелла Грейс Мод (? — 10 ноября 1927), в 1869 году она вышла замуж за Реджинальда Чарльза Эдварда Эббота, 3-го барона Колчестера.
- Леди Клементина Мод (15 июля 1847 — 10 августа 1901), незамужняя
- Леди Флоренс Элизабет Мод (18 ноября 1849 — 25 декабря 1931), незамужняя
- Капитан Достопочтенный Корнуоллис Мод (22 октября 1852 — 27 февраля 1881)[1], капитан гренадерской гвардии, погиб в битве при Маджуба-Хилл в 1881 году
- Леди Элфинстоун Агнес Мод (1857 — 12 февраля 1921), в 1880 году она вышла замуж за достопочтенного Уолтера Джеймса Сагдена, от брака с которым у неё было шестеро детей.
- Достопочтенный Юстас Маунтстюарт Мод (ок. 1858 — 7 декабря 1859)
- Леди Антония Лилиан Мод (3 мая 1864 — 16 июня 1927)[1], в 1912 году она вышла замуж за майора Уильяма Огастеса Адама.

Лорд де Монтальт скончался 9 января 1905 года в возрасте 87 лет в отеле в Холихеде, Англси. Ожидая пароход в Ирландию, он слишком заболел, чтобы путешествовать, и умер. Поскольку у него не было выживших сыновей, графский титул прекратил свое существование после его смерти. Его ирландские титулы унаследовал его двоюродный брат Роберт Генри Мод.